# 平宗綱
平 宗綱（たいら の むねつな）は、鎌倉時代後期の武士。北条氏得宗家の御内人。鎌倉幕府の侍所所司。第9代執権北条貞時の執事（内管領）として絶大な権勢を振るった平頼綱の嫡男。

## 概略
侍所所司として将軍惟康親王（源惟康）に侍する。侍所の別当は執権が兼任するが、執権と得宗が分離しているこの頃には得宗御内人が幕府の侍所所司となる制度となっており、その威勢は「関白のようだ」と『とはずがたり』に記されている。
正応2年（1289年）9月、得宗政権による将軍すげ替えのため、惟康親王は都へ送還された。その際、将軍は流人に対する扱いである後ろ向きの粗末な張輿に乗せられ、居所の御簾を土足の雑人が引き落とし、将軍権威の消滅を内外に示したが、宗綱はその有様に憤慨した。
父頼綱は次弟の飯沼資宗を鍾愛しており、宗綱とは不仲であったと見られる。正応4年（1291年）には九州の訴訟と引付衆による神社・仏寺の裁判迅速化のため、五方引付の上位として5人の御内人に監督権が与えられているが、検非違使で安房守である資宗が5人の筆頭であり、宗綱は5番目に名前を挙げられている。
正応6年（1293年）4月12日の鎌倉大地震に乗じた貞時の命により、10日後の22日に頼綱邸に討手が差し向けられ、頼綱と資宗ら一族が滅ぼされた（平禅門の乱）。幕府護持僧の親玄による『親玄僧正日記』によれば、合戦の前に宗綱が貞時のもとに参上し、自分は父とは「違逆」のため御不審を蒙りたくないと述べ、安藤重綱による訊問の後に宇都宮入道に預けられたという。『保暦間記』には、頼綱が次男の資宗を将軍にしようとしたが、嫡男の宗綱は忠心のある人物だったため父の悪行を嘆いて貞時に密かに訴えたとある。宗綱は乱後に佐渡国へ流されたものの、召還された後に内管領となっている。しかし『保暦間記』によると後にまた上総国へ配流されたとある。なおこの宗綱罷免には同族の長崎氏が関わっており、一旦宗綱配流の際に内管領となり、実権をほぼ掌握していた長崎氏に謀られての讒訴と言われる。その後は長崎氏の権力が得宗家内で絶大なものとなった。